# UCI Àfrica Tour 2006-2007
L'UCI Àfrica Tour 2006-2007 és la tercera edició de l'UCI Àfrica Tour, un dels cinc circuits continentals de ciclisme de la Unió Ciclista Internacional. Està format per divuit proves, organitzades entre el 6 d'octubre de 2006 i el 30 de setembre de 2007 a l'Àfrica.
El vencedor final fou el tunisià Hassen Ben Nasser, vencedor del Tour dels Aeroports i el Tour de la Pharmacie Centrale.

## Evolució del calendari

### Octubre de 2006
| Data | Cursa                   | Cat. | Vencedor          | Equip                 |
| ---- | ----------------------- | ---- | ----------------- | --------------------- |
| 6-8  | Gran Premi Chantal Biya | 2.2  | Flaubert Douanla  | SNH Vélo Club         |
| 25-5 | Tour de Faso            | 2.2  | David Verdonck    | Bio Avia Mode Markets |
| 30-6 | Tour dels Aeroports     | 2.2  | Hassen Ben Nasser | Pharmacie Central     |

### Novembre de 2006
| Data  | Cursa                                | Cat. | Vencedor      | Equip                        |
| ----- | ------------------------------------ | ---- | ------------- | ---------------------------- |
| 10    | Campionat d'Àfrica de contrarellotge | CC   | Robert Hunter | Equip nacional de Sud-àfrica |
| 12    | Campionat d'Àfrica en ruta           | CC   | Darren Lill   | Equip nacional de Sud-àfrica |
| 17-26 | Volta al Marroc                      | 2.2  | Ján Šipeky    | Dukla Trenčín                |

### Gener de 2007
| Data  | Cursa                  | Cat. | Vencedor         | Equip              |
| ----- | ---------------------- | ---- | ---------------- | ------------------ |
| 12-15 | Tropicale Amissa Bongo | 2.2  | Frédéric Guesdon | Française des Jeux |

### Febrer de 2007
| Data  | Cursa                      | Cat. | Vencedor         | Equip                        |
| ----- | -------------------------- | ---- | ---------------- | ---------------------------- |
| 8-14  | Volta a Egipte             | 2.2  | Waylon Woolcock  | Equip nacional de Sud-àfrica |
| 16    | Gran Premi de Xarm al xeic | 1.2  | Ján Šipeky       | Dukla Trenčín                |
| 24-10 | Tour del Camerun           | 2.2  | Flavien Chipault | Le Boulou                    |

### Març de 2007
| Data  | Cursa         | Cat. | Vencedor           | Equip                   |
| ----- | ------------- | ---- | ------------------ | ----------------------- |
| 6-13  | Giro del Cap  | 2.2  | Alexander Efimkin  | Team Barloworld         |
| 17-23 | Volta a Líbia | 2.2  | Ahmed Mohammed Ali | Equip nacional de Líbia |

### Abril de 2007
| Data | Cursa                          | Cat. | Vencedor          | Equip              |
| ---- | ------------------------------ | ---- | ----------------- | ------------------ |
| 8    | Gran Premi de la Vila de Tunis | 1.2  | Ahmed M'Raihi     | Café Samba         |
| 28-5 | Tour de la Pharmacie Centrale  | 2.2  | Hassen Ben Nasser | Pharmacie Centrale |

### Maig de 2007
| Data  | Cursa           | Cat. | Vencedor       | Equip                          |
| ----- | --------------- | ---- | -------------- | ------------------------------ |
| 14-20 | Boucle du Coton | 2.2  | Saidou Rouamba | Equip nacional de Burkina Faso |

### Juny de 2007
| Data | Cursa           | Cat. | Vencedor       | Equip                        |
| ---- | --------------- | ---- | -------------- | ---------------------------- |
| 8-17 | Volta al Marroc | 2.2  | Nicholas White | Equip nacional de Sud-àfrica |

### Agost de 2007
| Data | Cursa            | Cat. | Vencedor     | Equip      |
| ---- | ---------------- | ---- | ------------ | ---------- |
| 30-8 | Tour del Senegal | 2.2  | Adil Jelloul | FRMC-Maroc |

### Setembre de 2007
| Data | Cursa                                    | Cat. | Vencedor    | Equip       |
| ---- | ---------------------------------------- | ---- | ----------- | ----------- |
| 16   | Powerade Dome 2 Dome Cycling Spectacular | 1.2  | Jaco Venter | Team Neotel |

## Classificacions finals
| Pos | Ciclista                   | Equip         | Punts |
| --- | -------------------------- | ------------- | ----- |
| 1.  | Hassen Ben Nasser (TUN) *  | -             | 232   |
| 2.  | Fethi Ahmed Atunsi (LIB)   | -             | 168   |
| 3.  | Ahmed Mohammed Ali (LIB) * | -             | 146   |
| 4.  | Daniel Spence (RSA)        | -             | 141   |
| 5.  | Malcolm Lange (RSA)        | -             | 136   |
| 6.  | Ayman Ben Hassine (TUN)    | -             | 132   |
| 7.  | Ján Šipeky (SVK)           | Dukla Trenčín | 128   |
| 8.  | Rashad Ahmed Rabie (EGY)   | -             | 124   |
| 9.  | David George (RSA)         | -             | 114   |
| 10. | Aymen Berini (TUN)         | -             | 112   |
| 10. | Abdelati Saadoune (MAR)    | -             | 112   |

| Pos | Equip                        | País         | Punts |
| --- | ---------------------------- | ------------ | ----- |
| 1.  | Team Barloworld              | Regne Unit   | 190   |
| 2.  | Dukla Trenčín                | Eslovàquia   | 184   |
| 3.  | Navigators Insurance         | Estats Units | 106   |
| 4.  | Universal Caffè-Ecopetrol    | Itàlia       | 91    |
| 5.  | Team 3C-Gruppe Lamonta       | Alemanya     | 57    |
| 6.  | Amore & Vita-McDonald's      | Polònia      | 49    |
| 7.  | Konica Minolta               | Sud-àfrica   | 48    |
| 8.  | Continental Team Differdange | Luxemburg    | 38    |
| 9.  | Moscou Stars                 | Rússia       | 34    |
| 10. | Notebooksbilliger.de         | Alemanya     | 31    |

| Pos | País         | Punts |
| --- | ------------ | ----- |
| 1.  | Sud-àfrica   | 1433  |
| 2.  | Tunísia      | 651   |
| 3.  | Líbia        | 453   |
| 4.  | Marroc       | 343   |
| 5.  | Egipte       | 298   |
| 6.  | Burkina Faso | 260   |
| 7.  | Namíbia      | 250   |
| 8.  | Camerun      | 239   |
| 9.  | Zimbàbue     | 125   |
| 10. | Kenya        | 50    |

| Pos | País         | Punts |
| --- | ------------ | ----- |
| 1.  | Sud-àfrica   | 330   |
| 2.  | Burkina Faso | 310   |
| 3.  | Líbia        | 179   |
| 4.  | Egipte       | 103   |
| 5.  | Marroc       | 71    |
| 6.  | Kenya        | 50    |
| 7.  | Namíbia      | 45    |
| 8.  | Camerun      | 39    |
| 9.  | Algèria      | 26    |
| 10. | Zimbàbue     | 20    |